# Ivry-la-Bataille

Ivry-la-Bataille este o comună în departamentul Eure, Franța. În 1 ianuarie 2022 avea o populație de 2.640 de locuitori.